# Montséret
Montséret é uma comuna francesa na região administrativa de Occitânia, no departamento de Aude. Estende-se por uma área de 11,31 km². Em 2010 a comuna tinha 620 habitantes (densidade: 54,8 hab./km²).